# قطب انتقائي للأيون
الأقطاب الانتقائية للأيونات هي مستشعرات (أو مجسات) تقوم بتحويل الفاعلية الكيميائية لأيونات محددة ومعينة في محلول ما إلى جهد كهربائي. يتناسب فرق الجهد الكهربائي مع فاعلية الأيونات وفق معادلة نرنست.

## الأنواع
يوجد أربعة أنواع رئيسية من الأغشية الانتقائية للأيونات والتي تستخدم في تركيب الأقطاب الانتقائية وهي: الزجاجية والبلورية الصلبة والسائلة والمعتمدة على المركبات الكيميائية.

## الاستخدامات
تستخدم الأقطاب الانتقائية للأيونات في العديد من المجالات منها الكيمياء التحليلية وفي الأبحاث الكيميائية الحيوية/الفيزيائية الحيوية؛ بالإضافة إلى التحاليل البيئية والطبية وفي العمليات الصناعية.
يقدَّر أنه يجرى سنوياً ما يفوق عدده المليار من التحاليل المخبرية التي تتم بواسطة الأقطاب الانتقائية للأيونات؛ بشكل أصبحت فيه الفحوص المخبرية الطبية واحدة من أكثر التطبيقات انتشاراً لهذه الأقطاب.

## اقرأ أيضاً
- كيمياء كهربائية